# Hervey Cleckley
Hervey Milton Cleckley (25 janvier 1903 à Augusta – 28 janvier 1984) est un psychiatre américain,  pionnier de l'étude de la psychopathie.
Son livre, Le Masque de normalité (en), dont la première édition parut en 1941, a beaucoup influencé les travaux ultérieurs du professeur canadien Robert Hare.

## Travaux
Hervey Cleckley est le premier à avoir proposé une liste de critères diagnostiques pour la psychopathie :
1. Charme superficiel et bonne « intelligence »[pas clair].
2. Absence de délire et de tout signe de pensée irrationnelle.
3. Absence de « nervosité » ou de manifestations psychonévrotiques.
4. Sujet sur qui on ne peut compter.
5. Fausseté et hypocrisie.
6. Absence de remords et de honte.
7. Comportement antisocial non motivé.
8. Pauvreté du jugement et incapacité d’apprendre de ses expériences.
9. Egocentrisme pathologique et incapacité d’aimer.
10. Réactions affectives pauvres.
11. Incapacité d’introspection.
12. Incapacité de répondre adéquatement dans les relations interpersonnelles.
13. Comportement fantaisiste et peu attirant sous l’emprise de l’alcool, voire sans alcool.
14. Rarement porté au suicide.
15. Vie sexuelle impersonnelle, banale et peu intégrée.
16. Incapacité de suivre un plan de vie.

## Ouvrages
- Le Masque de normalité (1941)